# Grote-Brogel

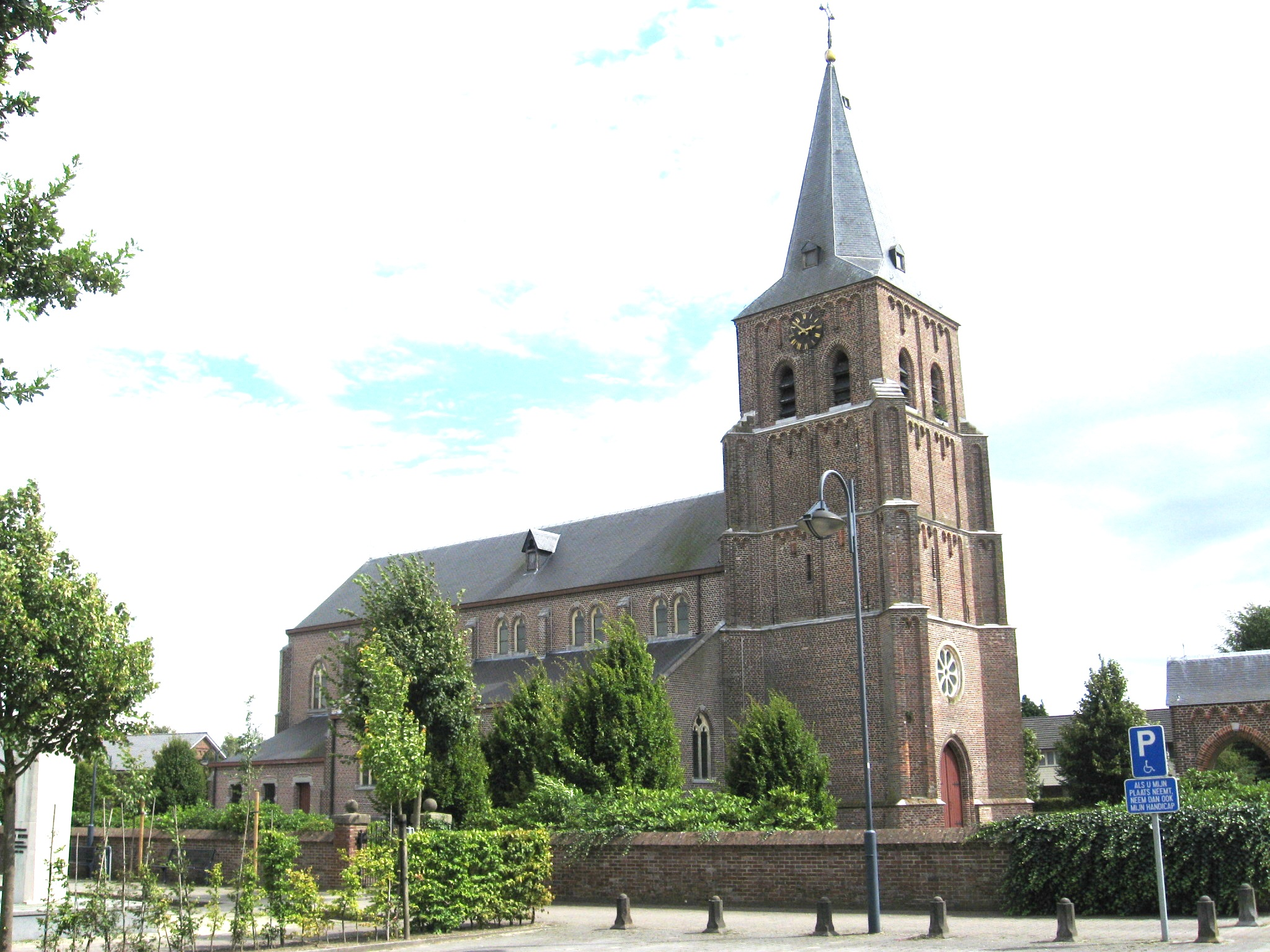
De Sint-Trudokerk

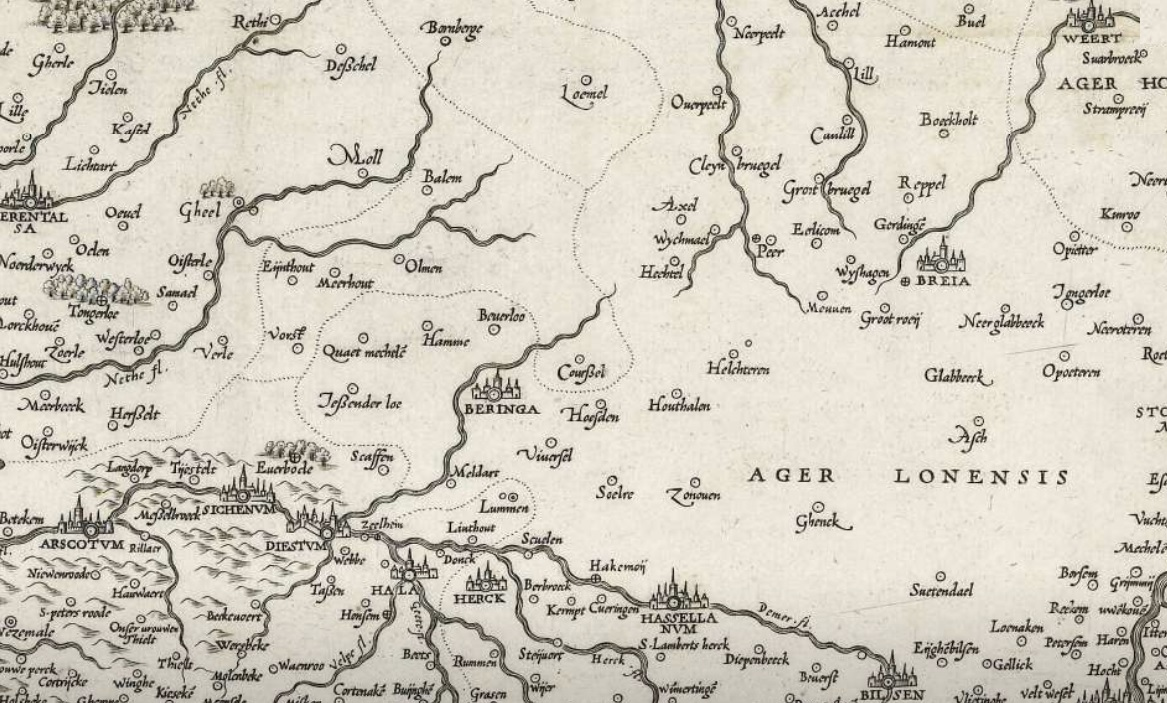
Kaart van Limburg, Jacob Bos, naar Jacob van Deventer, 1558

Grote-Brogel (Limburgs Gru(e)te Briegel) is een dorp in het arrondissement Maaseik van de provincie Belgisch-Limburg, het was een zelfstandige gemeente tot aan de gemeentelijke herindeling van 1977 toen het inclusief Erpekom, een deelgemeente werd van de stad Peer.

## Etymologie
De oudste schriftelijke vermelding is Brogilo (1222), afgeleid van Kelt./Germ. brogil oftewel "bebost broek". De klinkerverandering van "oo" naar "uu" in het Limburgs (bijv. "groot" werd [ɣryət]) zorgde voor de uitspraak [bryəɣəl]. Dit leidde tot schrijfwijzen Brugele (1329), Broegel (1361) en Breugel (1477). Het adjectief "groot" verscheen in de 16e eeuw om het onderscheid tussen Bruegel en Cleyn Bruegel duidelijker te maken. Groot Bruegel kwam al voor in 1558, hoewel gewoon Bruegel ook later nog opdook. Groot Bruegel bestond nog in 1795, maar daarnaast ontstond een minder dialectisch klinkende variant: Grooten Broogele. Het dorp wordt door de omliggende dorpen en steden nog steeds "Brugel" of "Breugel" genoemd, maar eigenaardig genoeg zeggen de Brogelaars zelf "Briegel".

## Geschiedenis
Bij opgravingen zijn grafheuvels uit de ijzertijd aangetroffen. Op twee glooiingen werden grote Keltische cultusplaatsen gevonden waar talrijke offergaven waren gebracht. Volgens de archeologe Marleen Martens wijst hun spreiding niet op een tempel maar op een openluchtmonument, vermoedelijk heilige bossen.
Tijdens het ancien régime vormde Grote-Brogel een heerlijkheid, die in de 17e eeuw werd verheven tot baronie. Naast Grote-Brogel omvatte ze ook Erpekom, dat tot de 20e eeuw slechts een gehucht was. Kerkelijk maakten deze woonkernen deel uit van de parochie Peer, totdat deze kort na 1249 gesplitst werd. Het patronaatsrecht was in het bezit van de abdij van Sint-Truiden.
Grote-Brogel behoorde leenrechtelijk tot Gulik (het latere Palts-Neuburg) en gerechtelijk tot Loon, m.a.w. het opperste leenhof was dat van Düsseldorf en de opperste schepenbank was die van Vliermaal. Het was tegelijkertijd een achterleen van Bocholt, dus werd het bestuurd door de heren van Bocholt. De onthoofding van graaf Horne veroorzaakte een splitsing; Grote-Brogel ging naar de families Von Neuenahr (1572), Van Hoensbroek (1641), Van Geulle (midden 17e eeuw), Von Hompesch zu Rurich (1707) en Von Nesselrode (1759-1792). De heren en baronnen lieten er nooit een kasteel optrekken.
Begin 19e eeuw besloeg heide nog de helft van het gebied. Later werd de volledige heide hetzij gecultiveerd hetzij bebost (in 1844 was er 387 ha bos). Er ontstonden vier nieuwe gehuchten: Lobroek en Broek (ten N. van Grote-Brogel), Bos (ten O. van Grote-Brogel) en Laar (tussen Grote-Brogel en Erpekom). Omstreeks 1833 waren er enkele houtteerfabriekjes en twee jeneverstokerijen. Daarnaast werd er wol en vlas verwerkt, wat in 1948 resulteerde in de oprichting van de Kempische Wolspinnerij (later deel van textielgroep Spin-Group, die eind 2008 failliet werd verklaard).

## Demografische ontwikkeling
- Bronnen:NIS, Opm:1831 tot en met 1970=volkstellingen; 1976 = inwoneraantal op 31 december

## Economie
Als landelijke deelgemeente is landbouw hier de grootste economische activiteit. Aan de N73 ligt bedrijventerrein Laarderheide en ten oosten van het dorpscentrum een zand- en grindgroeve. Daarnaast is er veel toerisme; in 1980 vestigde Center Parcs zich op de Erperheide, in 2000 opende in de Breugelhoeve het "Zuivelcentrum".

## Bezienswaardigheden
- De Sint-Trudokerk is een neogotische kerk uit 1898 met een gotische toren van omstreeks 1500, die onder meer een aantal eeuwenoude heiligenbeelden bezit. Kerk en omgeving vormen een beschermd dorpsgezicht.
- Hoeve "het Ooievaarsnest" (Hoogstraat 4) werd al vermeld in 1619 en gaat mogelijk zelfs terug tot de 13e eeuw. Volgens de overlevering werd Pieter Bruegel de Oude er geboren. Ook is dit het geboortehuis van sociaal voorman Pieter-Jan Broekx.

## Natuur en landschap
Grote-Brogel ligt aan de noordelijke rand van het Kempens Plateau, dat er afdaalt van 68 m naar 49 m. Aan de westgrens van de deelgemeente loopt de Vrenenbeek, een bovenloop van de Warmbeek, en aan de oostgrens de Abeek. Grote-Brogel ligt dan ook pal op de waterscheiding tussen de Dommel en de Abeek. De helft van de deelgemeente is landbouwgebied. Een tiende van de totale oppervlakte is bebost, waaronder het natuurgebied rond de Abeekvallei.

## Evolutie van het inwoneraantal

### 19e eeuw
| Jaar                    | 1806 | 1816 | 1830 | 1846 | 1856 | 1866 | 1876 | 1880 | 1890 |
| ----------------------- | ---- | ---- | ---- | ---- | ---- | ---- | ---- | ---- | ---- |
| Inwoners                | 484  | 482  | 567  | 681  | 730  | 723  | 731  | 712  | 724  |
| Volkstellingen op 31/12 |      |      |      |      |      |      |      |      |      |

### 20e eeuw tot aan de fusie met Peer
| Jaar                    | 1900 | 1910 | 1920 | 1930 | 1948 | 1961 | 1970 | 1976 |
| ----------------------- | ---- | ---- | ---- | ---- | ---- | ---- | ---- | ---- |
| Inwoners                | 719  | 840  | 910  | 1084 | 1284 | 1487 | 1611 | 1842 |
| Volkstellingen op 31/12 |      |      |      |      |      |      |      |      |

### Als deelgemeente
| Jaar                        | 1996 | 2006 |
| --------------------------- | ---- | ---- |
| Inwoners                    | 2526 | 2722 |
| Bron: stadsbestuur van Peer |      |      |

## Bekende inwoners
- Pieter Bruegel de Oude (1525-1569), schilder (geboorteplaats omstreden)
- Pieter-Jan Broekx (1881-1968), katholiek vakbondsman

## Nabijgelegen kernen
Kaulille, Peer, Reppel, Kleine-Brogel